# 馬里亞尼夫卡 (別列佐夫卡區)
47°7′20″N 30°57′52″E / 47.12222°N 30.96444°E
馬爾亞尼夫卡（烏克蘭語：Мар'янівка）是位於烏克蘭西南部的村莊，由敖德萨州贝雷济夫卡区的貝雷濟夫卡市鎮負責管轄。該村始建於1814年，面積1.02平方公里，海拔高度6米，2001年人口332，人口密度每平方公里326.77人。